# Caio Farinha
Caio Lúcio Gonçalves Farinha, talora italianizzato in Caio Farina (Londrina, 28 maggio 1973), è un ex giocatore di calcio a 5 brasiliano naturalizzato italiano.

## Palmarès
- Tetra Campione Paranaense (Estatale)
Inpacel: (1990/1994)
- Sudamericano Club, Inpacel (1992)
- Coppa del Brasile: 2
Inpacel: 1993, 1994
- Mundial Club: 1
Inpacel: 1993
- Brasileiro de Seleçoes: 2
Rio Grande do Sul: 1995, 1997
- Campionato brasiliano: 1
Ulbra: 1998
- Coppa Intercontinentale: 1
Ulbra: 1999
- Coppa Italia: 1
Lazio: 2003
- Supercoppa italiana: 1
Arzignano: 2004
- Campionato italiano: 1
Arzignano: 2003-04
- Campionato spagnolo: 3
ElPozo Murcia: 2005-06, 2006-07, 2008-09
- Supercoppa di Spagna: 1
Elpozo Murcia: 2006
- Coppa di Spagna: 1
ElPozo Murcia: 2007-08